# Yanxia (sockenhuvudort i Kina, Hubei Sheng, lat 29,57, long 114,86)
Yanxia är en sockenhuvudort i Kina. Den ligger i provinsen Hubei, i den centrala delen av landet, omkring 130 kilometer sydost om provinshuvudstaden Wuhan. Antalet invånare är 23 629. Befolkningen består av 11 544 kvinnor och 12 085 män. Barn under 15 år utgör 20,0 %, vuxna 15-64 år 70 %, och äldre över 65 år 8,0 %.
Runt Yanxia är det ganska tätbefolkat, med 93 invånare per kvadratkilometer. Närmaste större samhälle är Longgang, 10,5 km nordost om Yanxia. Trakten runt Yanxia består till största delen av jordbruksmark.
Genomsnittlig årsnederbörd är 2 075 millimeter. Den regnigaste månaden är maj, med i genomsnitt 315 mm nederbörd, och den torraste är januari, med 48 mm nederbörd.